# Stockhof (Gröna)

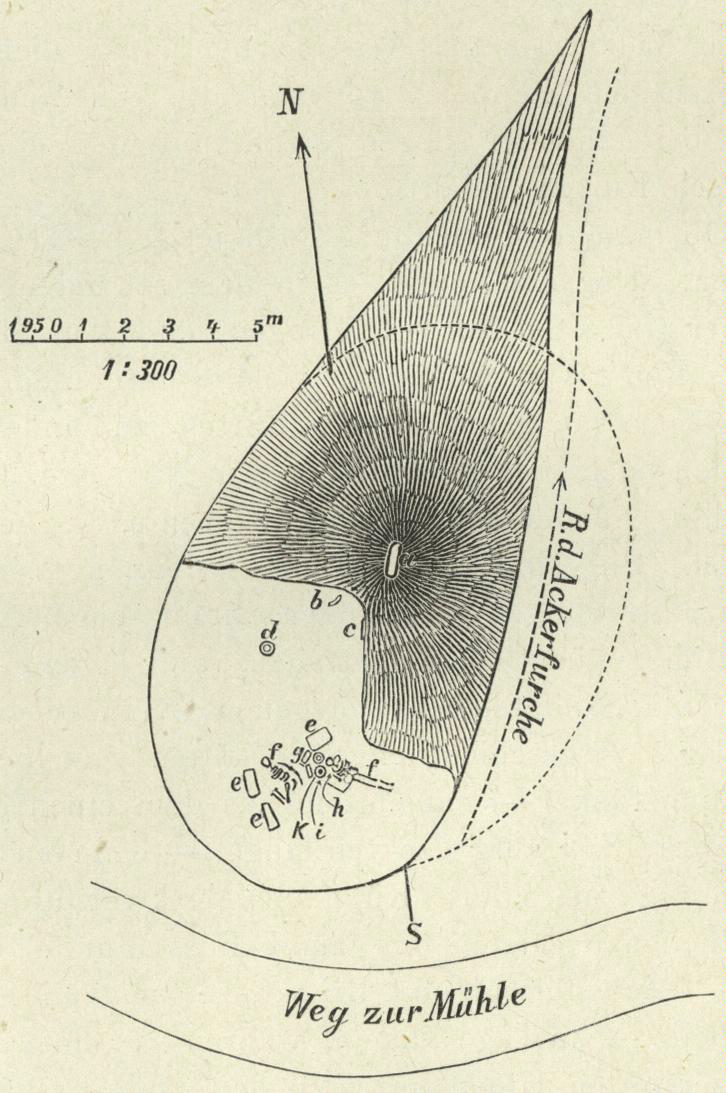
Grundriss des Grabhügels Stockhof nach Virchow (1884)

Der Stockhof ist ein Grabhügel der spätneolithischen Bernburger Kultur bei Gröna, einem Ortsteil von Bernburg (Saale) im Salzlandkreis, Sachsen-Anhalt. 1884 wurde der Hügel archäologisch untersucht. Hierbei wurde ein zentrales Mauerkammergrab mit mehreren Bestattungen und zahlreichen Beigaben gefunden. Weiterhin wurde in der Hügelschüttung noch eine Nachbestattung aus der Völkerwanderungszeit entdeckt.

## Lage
Der Hügel befindet sich wenige hundert Meter hinter dem östlichen Ortsausgang von Gröna direkt an einer Stromtrasse. Er ist über einen Feldweg erreichbar.

## Forschungsgeschichte
Der Stockhof wurde 1884 in nur drei Tagen ausgegraben. Anlass hierfür war eine eintägige Exkursion der Berliner Gesellschaft für Anthropologie, Ethnologie und Urgeschichte unter Leitung von Rudolf Virchow nach Bernburg am 29. Juni. Hierbei wurde der südliche Teil des Hügels untersucht. Der Bernburger Altertumsverein setzte diese Grabungen am 29. September und am 1. Oktober unter der Leitung von Paul Höfer und Otto Merkel fort. Die Keramikgefäße aus dem Stockhof bildeten gemeinsam mit anderen Fundinventaren 1892 die Grundlage für die erstmalige Definition eines Bernburger Keramikstils durch Alfred Götze.

## Beschreibung
Der Hügel ist südwest-nordöstlich orientiert und hatte ursprünglich wohl eine ovale Form. Zum Zeitpunkt der Grabung hatte er eine Länge von 30 m und eine Breite von 7 m. Seine östliche Seite war bereits stark angepflügt, sodass davon auszugehen ist, dass der Hügel ursprünglich deutlich breiter war. Die archäologische Untersuchung und der Bau einer Stromtrasse in den 1960er Jahren haben sein Aussehen zusätzlich in Mitleidenschaft gezogen. Die Anlage weist heute insgesamt ein sehr verflachtes Erscheinungsbild auf. Ein auffälliger großer Stein, der aus dem Hügel ragt, gehört nicht zum ursprünglichen Grab, sondern gelangte erst in späterer Zeit hierher. Erhard Schröter sah in ihm einen Menhir. Der Stein hat die Form einer unregelmäßigen Platte und ist eher breit als hoch.
Im Zentrum der Hügelschüttung wurde ein Mauerkammergrab aus geschichteten Steinen festgestellt, von dem nur noch die Nord- und Südwand erhalten waren. Diese Kammer enthielt zahlreiche menschliche Skelette, wobei die genaue Zahl aber nicht ermittelt wurde. Es waren sowohl erwachsene Individuen als auch Kinder vertreten. Die Toten waren in zwei Zonen beigesetzt. Die Skelette lagen in Hockerstellung und waren teils eng ineinander verschlungen. An Grabbeigaben traten über 60 Keramikgefäße, einige Feuerstein-Klingen und zahlreiche durchbohrte Reißzähne von Caniden zutage. Die Caniden-Zähne wurden allerdings nur in der südlichen Zone gefunden. Diese lagen zum Teil direkt bei den Toten, 60 Stück wurden aber auch im Inneren eines Gefäßes gefunden. Ein anderes Gefäß wurde von einem der Toten in der nördlichen Zone in Händen gehalten. Ein anderer Toter hielt eine Feuerstein-Klinge.
Im südlichen Bereich der Hügelschüttung wurde nur 1,6 m vom Rand entfernt am ersten Grabungstag ein menschliches Skelett gefunden, das als Nachbestattung aus der Völkerwanderungszeit (5./6. Jahrhundert n. Chr.) identifiziert werden konnte. Es lag in gestreckter Haltung von Westnordwest nach Ostsüdost. Der Tote hatte eine Körperlänge von 2 m. An Grabbeigaben wurden ein eiserner Ring oberhalb des linken Arms sowie zwei Keramikgefäße und ein Dreilagenkamm aus Elfenbein oberhalb des Schädels gefunden. Als Unterlage für den Toten diente eine Bank aus mehreren Steinplatten.
Südwestlich dieser Nachbestattung lag ein weiteres, nordwest-südöstlich orientiertes Skelett in Hockerstellung, dessen zeitliche Einordnung mangels Beigaben unklar bleibt. Etwa auf halbem Weg zwischen diesen beiden Bestattungen und der zentralen Mauerkammer wurde ein einzelnes Keramikgefäß gefunden, über das aber keine genauere Beschreibung vorliegt. Am dritten Grabungstag wurden schließlich noch an der nördlichen Seite der Mauerkammer kurz unter der Oberfläche des Hügels zwei beigabenlose, nicht orientierte Skelette in gestreckter Lage gefunden.
Die Funde aus dem Stockhof wurden nur unvollständig geborgen. Die Skelette blieben größtenteils vor Ort. Die Beigaben hingegen – vor allem die Gefäße – kamen ins Schlossmuseum Bernburg.